# Познанський королівський замок
Познанський королівський замок (пол. Zamek Królewski w Poznaniu) — королівська резиденція, яка знаходиться у місті Познань в Польщі. 

## Історія

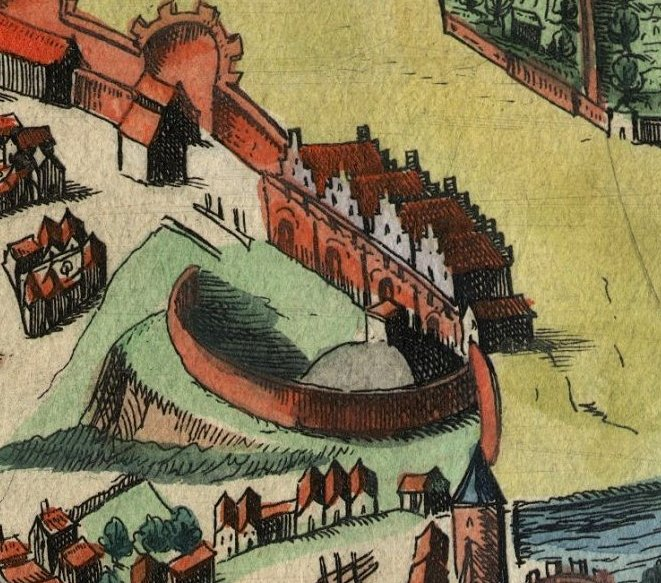
Замок близько 1617 року, фрагмент ілюстрації Познані з Атласу міст земного світу

Достеменно невідомо, коли постав первісний замок у Познані. Швидше всього, його було споруджено за правління великопольського князя Пшемисла I. У 1250 році у познанському замку (castro posnaniensi) було видано документ   для кляштору цистерціанців у Обрі. Спочатку на пагорбі, який тоді називався Замковою горою (в наш час — Гора Пшемисла), було побудовано цегляну житлову вежу, а весь пагорб — оточено частоколом. У середині XIII століття невелика резиденція, ймовірно, була включена до системи оборонних мурів, розташованої на лівому березі Познані. Однак вірогідним є також те, що розбудову замку у Познані розпочав син Пшемисла I — Пшемисл II, який прагнув об'єднати польські землі під своїм правлінням. У 1295 році його було короновано на короля Польщі, однак, вже через рік, у 1296 році, його вбили. Внаслідок цього, розбудову замку, який мав стати королівською резиденцією, було перервано. Про це свідчить зміна кладки мурів (з вендійської на готичну) та інший спосіб спорудження фундаментів на пізнішій фазі. Роботи могли продовжувати глогівсько-жаганські П'ясти, які правили Великопольщею, а завершив їх до 1337 року Казимир III Великий. За часів Казимира Великого на замку, ймовірно, було побудовано житловий будинок, однак його форма не була повністю досліджена через будівництво існуючої зараз будівлі. У той час замок складався з вежі, готичного будинку та мурів, які оточували весь замок по периметру. Пізніше з півдня було добудовано оборонну вежу, висунуту поза мури замку та міста.  
У 1337 році у замку було укладено мир між польським та чеським королями — Казимиром III Великим та Яном I Сліпим. 
З часів Владислава Локетки будівля була постійною садибою генеральних старостів Великопольщі. У 1434 році польський король Владислав II Ягайло наказав перебудувати, на той час уже дуже пошкоджену, вежу.  
У 1493 році великий магістр тевтонського ордену Йоганн фон Тіфен склав у замку омаж польському королеві.  
На початку XVI століття готичний замок вже не відповідав стандартам монаршої резиденції, внаслідок чого польський король Сигізмунд Старий у 1513 році зупинявся у резиденції єпископа на Тумському острові, а не в замку. 
На початку XVI століття генеральний староста Великопольщі Лукаш Гурка розпочало генеральну перебудову замку. З літописних записів випливає, що будівлі споруджувалися практично заново. Під час пожежі міста у 1536 році згорів також недобудований замок. 
Замок відбудував тодішній генеральний староста Анджей Гурка, надавши йому ренесансного характеру. Новозбудований головний корпус мав три поверхи та був покритий чотирма поперечними дахами. Зі сторони подвір'я було добудовано аркадну лоджію, при цьому вежу було дещо знижено. З цієї фази існування замку збереглися лише підземелля. З часом у найстарішій вежі було облаштовано замкову кухню, яка використовувала замкову криницю.  
У 1657—1658 роках у замку перебував польський король Ян II Казимир з дружиною Марією Луїзою Ґонзаґою. У цей час відбулася нарада короля з полководцями, в тому числі зі Стефаном Чарнецьким, яку польський письменник, юрист та політик Юзеф Вибіцький увіковічнив у національному гімні Польщі. 
Ренесансний замок було зруйновано під час Шведського потопу (1655—1660), а згодом у 1704 році російськими та саксонськими військами під час Північної війни.  
У 1716 році замок зайняли тарногородські конфедерати. Зруйнований замок частково відбудували у 1721 році, однак це не врятувало його від подальшого занепаду. Останній генеральний староста Великопольщі, Казимир Рачинський, використовуючи мури одного із сегментів з XVI століття, побудував будинок архіву (добудований у 1783 році). Після Другого поділу Речі Посполитої, у 1795 році було розібрано руїни південної частини замку, знищеної у 1704 році, а над рештою ренесансних підземель збудовано двоповерхову офіцину, яка разом із існуючим архівом стала резиденцією окружних урядників. Через рік було розібрано давню кухню, а над засипаними підземеллями споруджено нову будівлю. У давньому замку розміщувався апеляційний суд, а згодом державний архів. Функцію архіву замок виконував аж до 1939 року. Під час боїв за Познанську цитадель у лютому 1945 року пагорб Пшемисла потрапив під артилерійський обстріл, що остаточно зруйнував замок. 
У 1949 році польський архітектор Збігнев Зелінський підготував проєкт відбудови замку у вигляді, який він мав у XVI столітті, однак цей план не вдалося реалізувати. У 1959—1964 роках було відбудовано будівлю, побудовану Рачинським, а також перебудовано пруський будинок, споруджений на фундаментах «Королівської кухні». У першій будівлі в наш час розміщується Музей прикладного мистецтва, а «кухню» займають музейні майстерні. З давнього замку дотепер збереглися фундаменти  з XIII—XIV століть (товщиною близько 2 м), перегородки найнижчого поверху, західна стіна (висотою приблизно до 10 м) з того ж періоду та східна стіна з XIV століття (висотою 7 м та товщиною до 8 м), яка включена до «будинку Рачинського». 

## Сучасність
У квітні 2002 року було утворено Комітет з відбудови Королівського замку у Познані. У 2010—2013 роках за проєктом Вітольда Мілевського було відбудовано південну частину замку у вигляді, який вона мала у середині XVI століття, що фактично повторювало проєкт Збігнева Зелінського з 1949 року.  
26 червня 2016 року на вежі було відкрито оглядовий майданчик. 
Ідея та форма відбудови замку неодноразово піддавалися критиці та закидам про псевдоісторичний характер. 

## Світлини

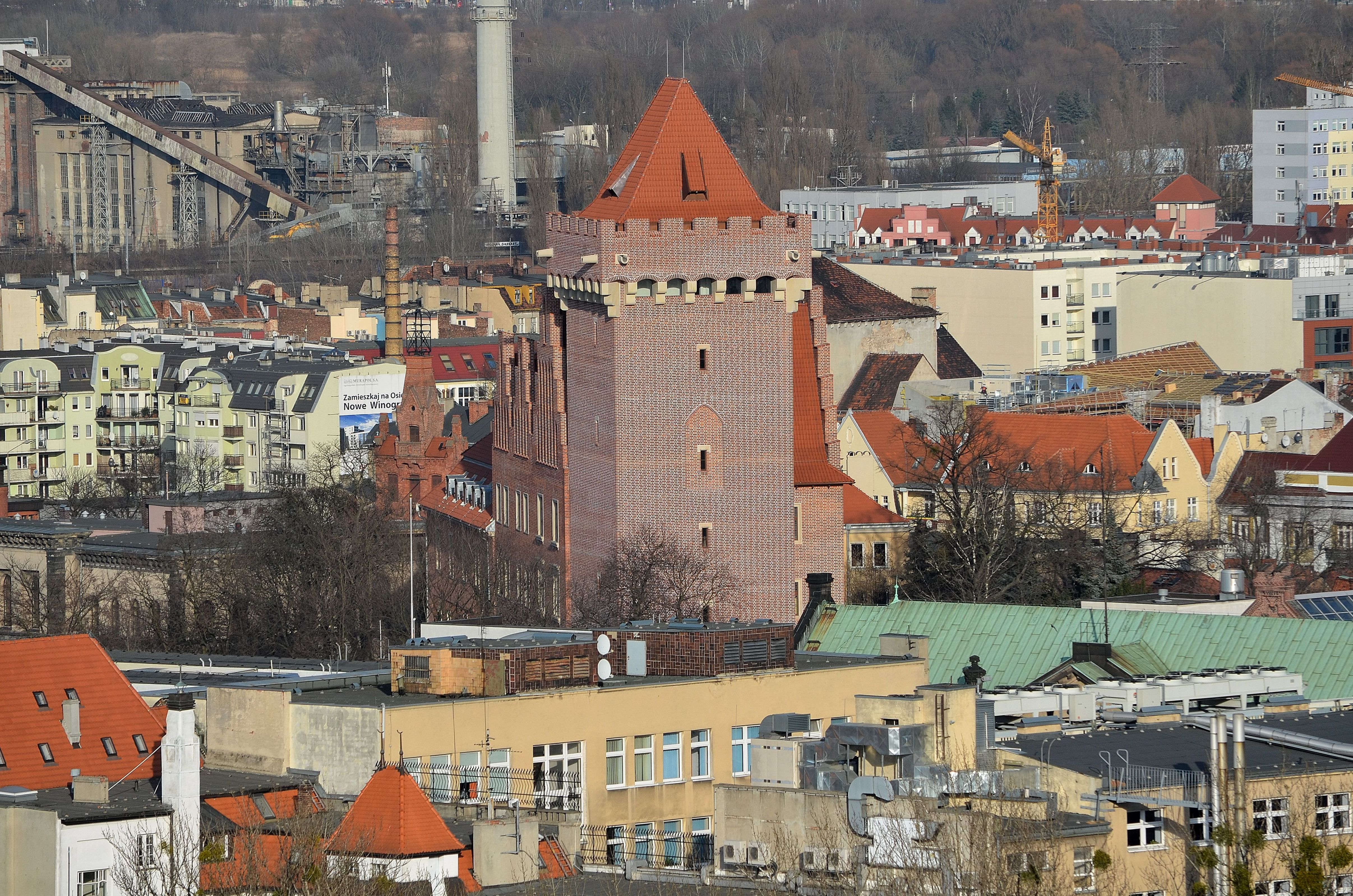
Вигляд замку з будинку Collegium Altum
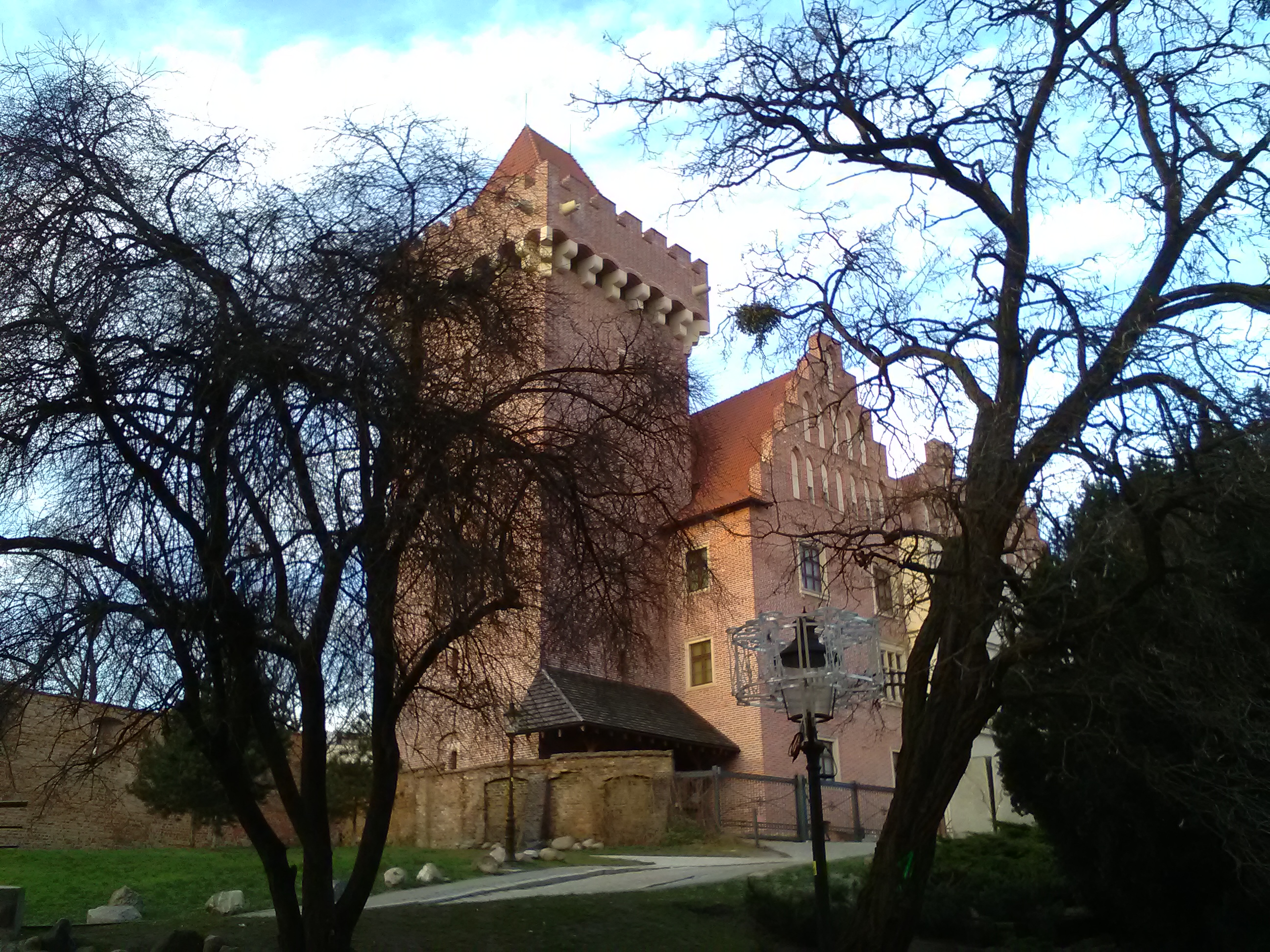
Вигляд замку з боку вулиці Францисканської
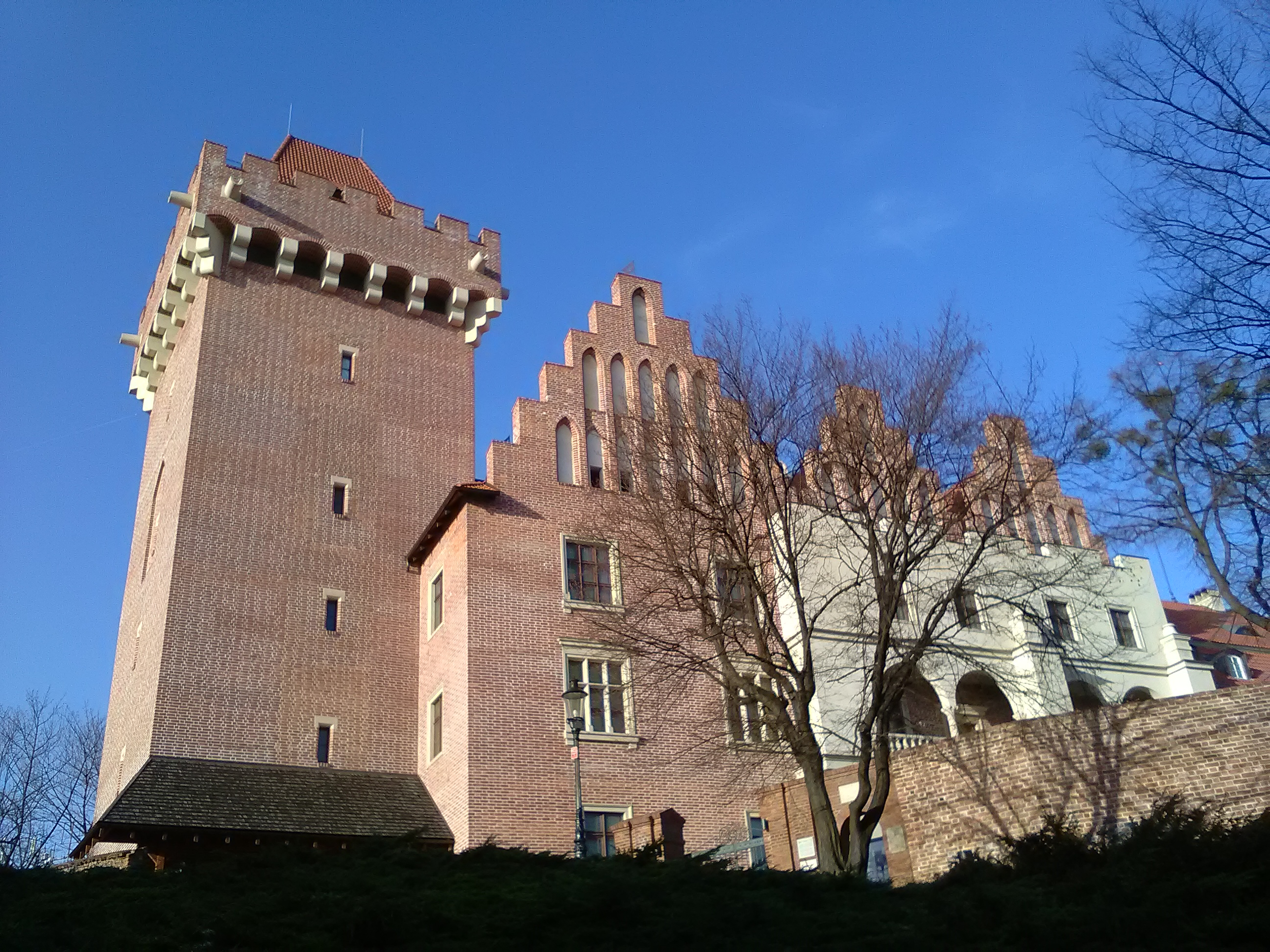
Вигляд замку з боку вулиці Гора Пшемислава
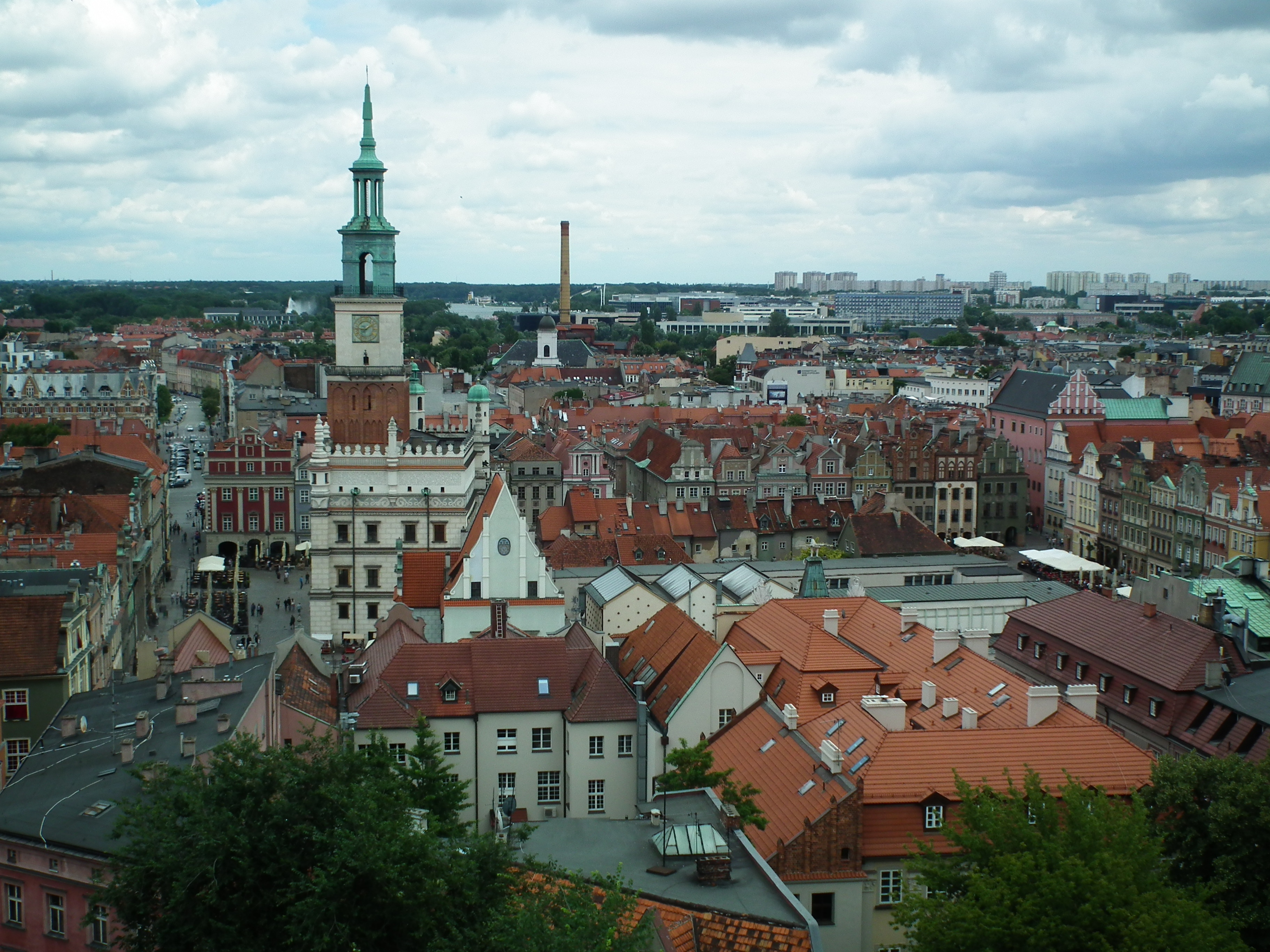
Вигляд на площу Старий ринок з замкової вежі